# 아마존검은고함원숭이
아마존검은고함원숭이(Alouatta guariba)는 신세계원숭이에 속하는 고함원숭이의 일종이다. 브라질 아마존 남중부의 고유종이다. 2001년까지 대부분의 전문가들은 아마존검은고함원숭이를 붉은손고함원숭이의 아종(또는 단순히 분류학적으로 중요하지 않은 변종)으로 분류했지만, 그 차이는 이미 훨씬 이전에 지적된 바 있다. 이름에서 알 수 있듯이, 일반적으로 몸 전체가 검은색으로 보인다.